# Scènes de ballet
Scènes de ballet è una composizione di Igor' Fëdorovič Stravinskij del 1944.

## Storia
Uno dei più noti impresari di Hollywood, Billy Rose, nel 1944 chiese a Stravinskij di comporre un brano che avrebbe dovuto essere inserito in un suo show di Broadway, il Billy Rose's Seven Lively Arts, una sorta di compendio delle arti esistenti in cui il pezzo di Stravinskij doveva rappresentare la "musica seria". Lo scopo di questo brano era di diventare la musica di un balletto di stampo classico, ma senza argomento, solo una creazione astratta che non si basava su alcuna sceneggiatura. Il compositore cercò di semplificare il più possibile la partitura per cercare di andare incontro all'orchestra che avrebbe dovuto eseguirla, più avvezza a musiche di varietà che non a quelle sinfoniche. La suite realizzata da Stravinskij fu terminata a Hollywood il 23 agosto 1944. Come era in uso negli Stati Uniti, l'opera fu data in anteprima a Filadelfia al Forest Theater il 24 novembre 1944 con la direzione di Maurice Abravanel, questo per testare la reazione del pubblico. Gli organizzatori inviarono quindi al compositore questo telegramma: «Sua musica grande successo stop potrebbe essere successo sensazionale se lei volesse autorizzare Robert Russel Bennett ritoccare orchestrazione stop Bennet orchestra persino le opere di Cole Porter.» Stravinskij rispose secco: «Mi contento del grande successo». La prima vera e propria avvenne a New York  il 7 dicembre 1944 con Alicia Markova e Anton Dolin come solisti; Dolin fu anche il coreografo del balletto. In seguito, vista la poca sintonia fra il musicista e Broadway, la composizione abbandonò l'ambiente dello spettacolo e fu eseguita come brano sinfonico. La prima esecuzione sotto forma di concerto fu con la New York Philharmonic l'anno seguente.

## Struttura
Scènes de ballet è una suite di danze della durata di 16-18 minuti; si articola in nove parti:
- Introduzione
- Danze del corpo di ballo e variazione della ballerina solista
- Pantomima
- Passo a due
- Seconda pantomima
- Variazione del ballerino solista e della ballerina solista
- Terza pantomima
- Danza del corpo di ballo
- Apoteosi

Questa composizione testimonia ancora una volta la vitalità della musica di Stravinskij ed il suo senso della melodia. Nondimeno, in tempi successivi, il compositore ritenne questa un'opera di minor valore, soprattutto per certe ingenuità ritmiche e leggerezze sentimentali . In effetti soltanto l'Apoteosi finale è un brano che sembra scaturire da una sua reale necessità creativa; è infatti una musica trionfante che risente del periodo storico in cui fu scritta: i giorni della liberazione di Parigi. Stravinskij segnò di suo pugno sulla partitura Paris n'est plus aux allemands e confermò che nella musica dell'Apoteosi ci fosse la sua grande esultanza.

## Organico
Due flauti, due oboi, due clarinetti, due corni, fagotto, tre trombe, tre tromboni, basso tuba, timpani, pianoforte, archi. 